# Verdrag van Wanghia

De tempel van Kun Iam Tong in Macau, waar het verdrag werd ondertekend

Het verdrag van Wanghia stamt uit 1844. Het werd getekend door het keizerrijk China en de Verenigde Staten. Dit verdrag regelde verschillende onderwerpen, onder meer op het gebied van handel en tarieven.
Het verdrag wordt gerekend tot een van de 'ongelijke verdragen' die de Qing-dynastie sloot met buitenlandse mogendheden en borduurde als zodanig voort op het verdrag van Nanking tussen China en het Verenigd Koninkrijk uit 1842. Het werd op 3 juli 1844 in de tempel van Kun Iam Tong ondertekend door de Amerikaanse gevolmachtigde Caleb Cushing en de gouverneur van Guangxi en Guangdong, Qiying.
Het verdrag van Wanghia regelde onder meer vaste tarieven op handel voor de havengebieden op het Chinese vasteland waar Amerikanen economisch actief waren (de verdragshavens) en hun recht om daar kerken, ziekenhuizen en begraafplaatsen aan te leggen; hiervan profiteerden met name missionarissen. Amerika verkreeg de status van meest begunstigde natie. Het verbod voor buitenlanders om de Chinese taal te leren werd afgeschaft en Amerikaanse staatsburgers zouden niet langer onder Chinese jurisdictie vallen.
Als verregaande maatregel in het verdrag werd gezien het verbod voor Amerikanen om met Chinezen in opium te handelen.